# Xã Summit, Quận Crawford, Pennsylvania
Xã Summit (tiếng Anh: Summit Township) là một xã thuộc quận Crawford, tiểu bang Pennsylvania, Hoa Kỳ. Năm 2010, dân số của xã này là 2.027 người.